# Grosser Hochkasten
Grosser Hochkasten är ett berg i Österrike.   Det ligger i distriktet Liezen och förbundslandet Steiermark, i den centrala delen av landet, 180 km väster om huvudstaden Wien. Toppen på Grosser Hochkasten är 2 388 meter över havet, eller 394 meter över den omgivande terrängen. Bredden vid basen är 6,9 km.
Terrängen runt Grosser Hochkasten är bergig åt nordost, men åt sydväst är den kuperad. Runt Grosser Hochkasten är det ganska glesbefolkat, med 42 invånare per kvadratkilometer.. Närmaste större samhälle är Grünau im Almtal, 19,6 km norr om Grosser Hochkasten. 
Trakten runt Grosser Hochkasten består i huvudsak av gräsmarker.